# George Placzek
George Placzek (nascido Georg Placzek; Brno, Áustria-Hungria, 26 de setembro de 1905 – Zurique, 16 de outubro de 1955) foi um físico tcheco.

## Vida
Georg Placzek era um dos filhos de Alfred Placzek, este por sua vez um dos filhos do rabino de Brno Baruch Placzek. Estudou física em Praga e Viena; obteve um doutorado em 1928. De  1932 a 1939 pesquisou e lecionou em Copenhage, Carcóvia, Paris, Jerusalém e na Universidade Cornell. Juntamente com Niels Bohr e Rudolf Peierls desenvolveu uma teoria fundamental para o desenvolvimento da pesquisa nuclear das reações nucleares induzidas por nêutrons. Desde 1942 trabalhou com a difusão de nêutrons. Em 1943, tornou-se presidente da Divisão de Física Teórica do Laboratório Canadense de Pesquisa Nuclear nos Laboratórios Chalk River. Em 1945 trabalhou no Laboratório Nacional de Los Alamos.

## Publicações selecionadas
- com Max Planck, Carl Friedrich von Weizsäcker, Max Delbrück u. a.: The universe in the light of modern physics. Londres 1931.
- Rayleigh-Streuung und Raman-Effekt. Leipzig 1934.
- com Kenneth Case e Frederic de Hoffmann: Introduction to the theory of neutron diffusion. Volume 1. Los Alamos, N.M., 1953.
- The Rayleigh and Raman scattering. Berkeley, Califórnia, 1959.